# 白俄羅斯嶺
白俄羅斯嶺是白俄羅斯的山嶺，位於該國西北部，是東歐平原的一部分，全長約500公里，東面是斯摩棱斯克高地，西北面是波羅的高地，最高點海拔高度365米。
53°52′26″N 26°59′09″E / 53.8739°N 26.9858°E